# Роберт Ріскін
Роберт Ріскін (англ. Robert Riskin; 30 березня 1897, Нью-Йорк, США — 20 вересня 1955, Лос-Анджелес, США) — американський сценарист і драматург, відомий перш за все співпрацею з Франком Капра.

## Біографія

### Молоді роки
Роберт Ріскін народився в Нижньому Іст-Сайді Нью-Йорка у єврейській сім'ї, Бессі та Джейкоба Ріскінів, які емігрували з Російської імперії, щоб уникнути військового призову. Любитель водевіля, неповнолітній Ріскін користувався кожною можливістю, щоб прокрастись у театр і подивитись шоу. Роберт був особливим прихильником коміків. Ще в юному віці Ріскін влаштувався на роботу на фабрику з виготовлення одягу. У власників цієї фірми був додатковий бізнес, вони вкладали кошти в нову кіноіндустрію. У сімнадцять років Ріскіна відправили у Флориду, щоб він керував компанією для них.

### Кар'єра
В кінці війни Ріскін повернувся в Нью-Йорк, де, співпрацюючи з другом, він створював вистави для Бродвею. Роберт розпочав свою кар'єру драматурга, написавши п'єси для багатьох місцевих театрів Нью-Йорка. Ріскін продовжив свою бродвейську кар'єру до обвалу фондового ринку 1929 року, і Велика Депресія заставила багато театр закритись. Він переїхав в Голлівуд в 1931 році після того, як Columbia Pictures купила право екранізації на кілька його п'єс. Його перше співробітництво з продюсером Френком Капрою був фільм «Чудова дівчина» з Барбарою Стенвік в головній ролі. Коли США вступили у Другу світову війну, Ріскін в 1942 році приєднується до Служби військової інформації Сполучених Штатів.
Ріскін повертається в Голлівуд в 1945 році з сценарієм для фільму «Тонка людина їде додому». В 1946 році Роберт і його брат Еверетт створюють власну кінокомпанію. Їх першим фільмом стає «Чарівне місто», з молодим Джеймсом Стуартом в головній ролі.

### Особисте життя і сім'я
В 1942 році Ріскін одружився з актрисою Фей Рей. У них було троє дітей: Сьюзен, Роберт і Вікторія. Сьюзен народилась від першого чоловіка актриси, проте Роберт Ріскін удочерив її в 1942 році. Вони прожили у шлюбі до його смерті в 1955 році. Джордж Джессел прочитав хвалебну промову на похоронах Ріскіна. Поховання було проведено на Інглвудському кладовищі у місті Інглвуд, Каліфорнія.

## Фільмографія

### Сценарист
- 2002: Мільйонер мимоволі / Mr. Deeds
- 1989: Чудеса - містер Кантон і леді Роуз / Miracles — Mr. Canton and Lady Rose
- 1961: Жменя чудес / Pocketful of Miracles
- 1956: Ти не зможеш втекти від нього / You Can't Run Away from It
- 1951: / Half Angel
- 1951: Наречений повертається / Here Comes the Groom
- 1950-59: Люкс-відео театр / Lux Video Theatre
- 1950: Містер 880 / Mister 880
- 1950: Прагнучи до висот / Riding High
- 1947: Чарівне місто / Magic Town
- 1946: Дивна любов Марти Айверс / The Strange Love of Martha Ivers
- 1945: Тонка людина їде додому / The Thin Man Goes Home
- 1941: Психіатрична клініка / Lelki klinika
- 1941: Познайомтеся із Джоном Доу / Meet John Doe
- 1938: Ковбой і леді / The Cowboy and the Lady
- 1938: З собою не забрати / You Can't Take It with You
- 1937: Для тебе самотній / For You Alone
- 1937: Втрачений горизонт / Lost Horizon
- 1936: Містер Дідс переїжджає до міста / Mr. Deeds Goes to Town
- 1935: Карнавал / Carnival
- 1935: Паспорт на славу / Passport to Fame
- 1934: Строго конфіденційно / Strictly Confidential
- 1934: Це сталося якось вночі / It Happened One Night
- 1933: Колишня кохана / Ex-Lady
- 1933: Леді на один день / Lady for a Day
- 1933: Професія Енн Карвер / Ann Carver's Profession
- 1932: Великий таймер / The Big Timer
- 1932: Леді з нічного клубу / The Night Club Lady
- 1932: Американське божевілля / American Madness
- 1932: Банальний / Shopworn
- 1932: Доброчесність / Virtue
- 1932: Три розумниці / Three Wise Girls
- 1931: / Many a Slip
- 1931: Аризона / Arizona
- 1931: Чоловіки в її житті / Men in Her Life
- 1931: Недозволене / Illicit
- 1931: Платинова блондинка / Platinum Blonde
- 1931: Чудова дівчина / The Miracle Woman

### Продюсер
- 1947: Чарівне місто / Magic Town
- 1941: Познайомтеся із Джоном Доу / Meet John Doe
- 1939: Їм потрібна музика / They Shall Have Music
- 1939: Справжня слава / The Real Glory